# Tarenna precidantenna
Tarenna precidantenna är en måreväxtart som beskrevs av Nicolas Hallé. Tarenna precidantenna ingår i släktet Tarenna och familjen måreväxter. Inga underarter finns listade i Catalogue of Life.